# Brooke Wilkins
Brooke Wilkins, född den 6 juni 1974 i Sydney, är en australisk softbollspelare.
Hon tog OS-brons i samband med de olympiska softboll-turneringarna 1996 i Atlanta.
Hon återupprepade denna bedrift fyra år senare vid olympiska sommarspelen 2000 på hemmaplan i Sydney.